# 瑜伽大権現
瑜伽大権現（ゆがだいごんげん）は備前国瑜伽山の山岳信仰と修験道が融合した神仏習合の神であり、阿弥陀如来・薬師如来を本地仏とする。明治初期、神仏分離令が発せられたときは「相応大菩薩」と名称を変え対応していたが、現在は瑜伽大権現に名称を戻し瑜伽山蓮台寺で祀られている。

## 由来
「此の山は無双の霊地にして、梵刹を開き、三密瑜伽の行を行い、我を瑜伽大権現として祀るべし」と夢のお告げを受けた行基が、天平5年に開山したとの伝承である。行基が阿弥陀如来・薬師如来の二尊を祀ったのが瑜伽大権現信仰の始まりと伝わる。
五流修験道の本山である五流尊瀧院の長床縁由興廃伝によれば、瑜伽山は新熊野那智山とされ、五流尊瀧院（本宮）・諸興寺（新宮）・瑜伽山蓮台寺（那智）を新熊野権現3社としていた。

## 概要
厄除けの権現さまといわれ池田継政以降の岡山藩主の篤い信仰を集めた一方で、瀬戸内海随一の信仰の聖地としても、金毘羅大権現と共に一生に一度は参詣して諸願成就を祈る両まいりの大権現として信仰された。

## 神仏分離・廃仏毀釈
明治元年（1868年）の神仏分離令による廃仏毀釈によって、修験道に基づく瑜伽大権現は廃された。明治6年（1873年）瑜伽山蓮台寺は廃寺は免れたものの、真言宗の由加山蓮台寺と由加神社に強制的に分離された。